# Ganis Chasma
Ganis Chasma es un grupo de zonas de grietas en la superficie del planeta Venus. Los puntos brillantes detectados por la Cámara de Monitoreo de Venus en el Venus Express de la Agencia Espacial Europea en el área sugieren que puede haber vulcanismo activo en Venus.

## Introducción
Ganis Chasma consiste en un grupo de zonas de rifts (grietas) ubicadas en el Cuadrángulo de Ganiki Planitia en Venus. Un chasma se define como una depresión larga, estrecha y empinada en un planeta.  Estas depresiones, o cañones, se formaron como resultado de la tectónica extensional debida al vulcanismo. Ganis Chasma está asociado con el vulcanismo de Sapas Mons, una característica coronae ubicada en la región Alta Regio de Venus. Las grietas que componen Ganis Chasma se formaron en forma de arco a lo largo del borde de Sapas Mons, orientadas en dirección norte-sur.
Poco se sabe sobre la actividad volcánica en curso en Venus. Hasta el momento, no se ha determinado que haya ocurrido actividad volcánica en los últimos dos millones de años. En 2008 y 2009, las imágenes tomadas por la Cámara de Monitoreo de Venus en el Venus Express (VEx) de la Agencia Espacial Europea (ESA) en ocho sesiones de observación detectaron cuatro puntos transitorios brillantes a lo largo de los bordes de Ganis Chasma. En 2014, esto fue interpretado por Eugene Shalygin y sus colegas como un vulcanismo de punto de acceso activo. El equipo sugiere que los puntos brillantes transitorios observados en varias imágenes posteriores de Ganis Chasma son la primera evidencia directa de la actividad volcánica actual en Venus.

## Galería

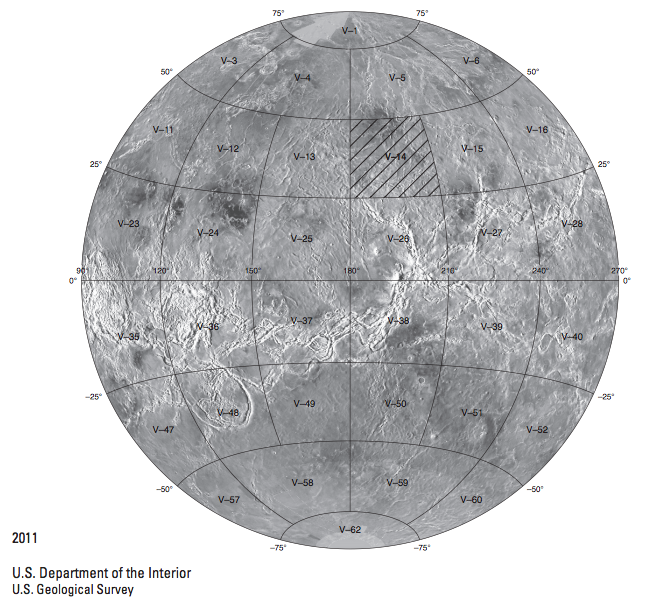
Ubicación del Cuadrángulo de Ganiki Planitia
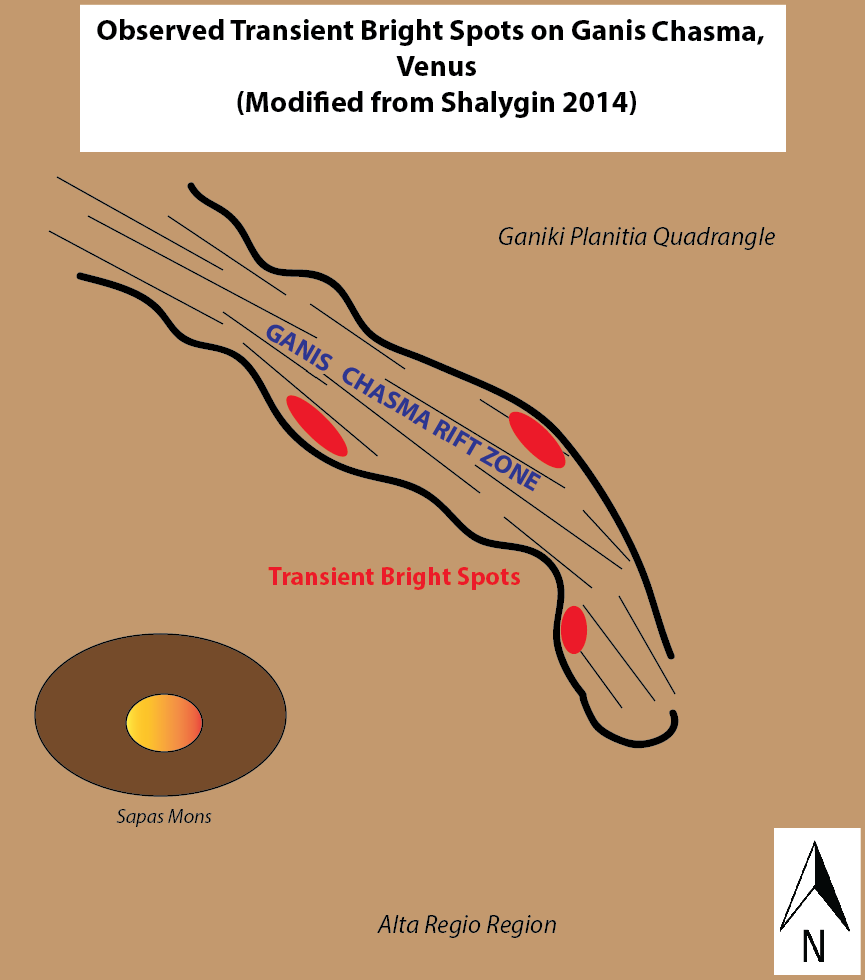
Ubicaciones de puntos brillantes transitorios observados en Ganis Chasma, Venus. Modificado de Shalygin (2014)